# Клетва (Конституция на Република България)
Клетвата по Конституцията на Република България е клетвен текст, дефиниран в Конституцията на Република България.
Чл. 76, ал. 2 в Глава Трета. Народно събрание от Конституцията гласи:
| „ | На първото заседание народните представители полагат следната клетва: „Заклевам се в името на Република България да спазвам Конституцията и законите на страната и във всичките си действия да се ръководя от интересите на народа. Заклех се.“ | “ |
Клетвата се полага, съгласно чл. 76 от Глава Трета. Народно събрание, чл. 96 от Глава Четвърта. Президент на Републиката и чл. 109 от Глава Пета. Министерски съвет, от следните лица, встъпващи в държавна длъжност:
- народните представители на Република България (чл. 76),
- президента и вицепрезидента на Република България (чл. 96) и
- членовете на Министерския съвет на Република България (чл. 109).[1]